# Walter Montoya
Walter Iván Montoya (Machagai, 21 juli 1993) is een Argentijnse voetballer die bij voorkeur als middenvelder speelt.
Hij verruilde Sevilla FC in januari 2018 voor Cruz Azul.

## Clubcarrière
Montoya speelde in de jeugd bij Unión Machagai, Jorge Griffa en Rosario Central. Op 4 september 2014 debuteerde hij in de Copa Sudamericana tegen Boca Juniors. Op 12 oktober 2014 volgde zijn competitiedebuut tegen datzelfde Boca Juniors. Op 23 augustus 2015 maakte de middenvelder zijn eerste competitietreffer tegen CA Belgrano. In januari 2017 werd hij voor 5,5 miljoen euro verkocht aan Sevilla FC. Montoya tekende een contract tot 2021 bij de Andalusische club. Sevilla verkocht hem in januari 2018 aan Cruz Azul.